# Brusilia
La Résidence Brusilia (appelée généralement le Brusilia) est une tour d'habitation en arc de cercle située près du parc Josaphat, à Schaerbeek (Bruxelles, Belgique). Le bâtiment, qui compte 2 sous-sols et 35 étages, atteint la hauteur de cent mètres. C’est la plus haute tour de logement de Belgique jusqu'à la construction de la Tour UP-site, inaugurée en 2014.

## Histoire
Le Brusilia fut construit en 1970 par l'architecte belge Jacques Cuisinier, à l’endroit exact du Palais des Sports de Schaerbeek qui fut rasé quelques années auparavant. À l'arrière de l'immeuble, sur la rue de Jérusalem, un supermarché, un magasin et une station-service furent construits sous la toiture du parking du supermarché. Au départ, il était prévu que le bâtiment ait le double de largeur. La partie gauche fut construite en premier, ainsi que les fondations de la partie droite, dont la construction fut postposée sine die à cause de la première crise pétrolière. En 2014, un bâtiment plus bas, d'un style différent, fut construit sur ces fondations.
La plupart des appartements traversent l'immeuble et offrent une vue à presque 360° sur Bruxelles et ses environs (dont Anvers à 40 km et la centrale nucléaire de Doel à 52 km). 
Adresse : 100-104 avenue Louis Bertrand, 1030 Schaerbeek (Bruxelles).